# Eling, Hampshire
Eling är en ort i civil parish Totton and Eling, i distriktet New Forest, i grevskapet Hampshire, i England. Byn nämndes i Domedagsboken (Domesday Book) år 1086, och kallades då Edlinges.